# Bondarzewiaceae
Bondarzewiaceae es una familia de hongos del orden Russulales, tiene 9 géneros y 56 especies.